# Stefan Banz
Stefan Banz (* 11. September 1961 in Sursee; † 16. Mai 2021 in Cully VD) war ein Schweizer Künstler und Kurator.

## Leben
Banz wuchs in Menznau auf, studierte an der Universität Zürich Kunstwissenschaft und beschäftigte sich in seiner Lizentiatsarbeit «Serendipity», 1990, mit der Philosophie von Jacques Derrida (1930–2004) in Bezug auf die bildende Kunst. 1989 war er Mitbegründer der Kunsthalle Luzern und bis 1993 deren künstlerischer Leiter. 2005 kuratierte er unter dem Titel «Shadows Collide With People» den Schweizer Pavillon auf der Biennale in Venedig. Mitte Mai 2021 starb er im Alter von 59 Jahren an einem Herzinfarkt.

## Ausstellungen
Das Biotop der Kunst und die Frage nach der Entstehung des Kunstwerks sind Kernpunkte der Zusammenarbeit mit Jacques Derrida, Wada Jossen, Theo Kneubühler und Harald Szeemann in der Ausstellung «Der Anbau des Museums», 1992. Das in der Kunsthalle Luzern veranstaltete Projekt ist für die Entwicklung des Künstlers Stefan Banz massgebend.
Es folgten erste Einzelausstellungen als Künstler 1993 in der Kubinski Gallery, New York und in der Galerie Urs Meile, Luzern. 1994 in der Ars Futura Galerie, Zürich und in der Bloom Gallery, Amsterdam. 1995 «Give me a Leonard Cohen Afterworld» im Kunstmuseum Luzern. 1996 setzte er mit der Installation «Dive» den Ausstellungsraum des OK, Centrum für Gegenwartskunst Linz, unter Wasser (erste, kleinere Variante bereits 1993 in der Kubinski Gallery New York). 1997 mit der Installation «Hitzfeld» in der Galerie Meile Luzern zeigte er mittels bekannter Künstlernamen und ihrer Werke auf Fussballtricots zum ersten Mal seine Affinität zum Sport, die sich in den folgenden Jahren mehrere Male in grösseren Ausstellungen manifestiert. Mit der Ausstellung «A Shot Away Some Flowers» im MAMCO, Musée d’art moderne et contemporain, Genf, zeigt er 1999 seine «Baby Bacons», den nachgemalten Werkkatalog der Gemälde von Francis Bacon und 2000 war er mit einer Überblicksausstellung seiner Werke im Migros Museum für Gegenwartskunst, Zürich, zu Gast. Im selben Jahr erhielt er den Anerkennungspreis der Stadt Luzern. 2001 folgte die Ausstellung The Muhammad Ali’s im Kunstmuseum Luzern (Verleihung des Manor Kunstpreis Luzern 2000 an den Künstler). Sein malerisches Werk zeigte er 2003 in der Übersichtsausstellung «Un coeur simple» im Museum im Bellpark, Kriens. Seine wohl grösste Ausstellung war die Installation «Study For A Painting Of A Lonely Heart» im Württembergischen Kunstverein Stuttgart, 2004, wo er auf 1300 m² Ausstellungsfläche einen Rasen anpflanzte und ein nach einem lebenden Tier nachgebildetes Panzernashorn zeigte, das dem Video «Door to Door» (wo der Künstler von seinem Nachbar verprügelt wird) zuschaute. Eine weitere wichtige Einzelausstellung zeigte der Künstler vom 22. Januar bis 19. März 2006 unter dem Titel «Laugh I nearly died» im Kunsthaus Pasquart in Biel, wo gleichzeitig eine gleichnamige Publikation zu den Installationen der letzten 15 Jahre erschien. Stefan Banz war mit seinen Arbeiten auch in wichtigen Gruppenausstellungen vertreten, so u. a. in «Nonchalance», Kunsthaus Pasquart in Biel, 1997, und Akademie der Künste Berlin, 1998; «Freie Sicht aufs Mittelmeer», Kunsthaus Zürich und Schirnkunsthalle, Frankfurt, 1998; «The Squared Circle», Walker Art Center in Minneapolis, 2003; Echigo-Tsumari-Triennale Japan, 2003; Prag Biennale, 2003; «Rundlederwelten», Martin Gropius-Bau Berlin, 2005.

## Analyse
Das Werk von Stefan Banz manifestiert sich hauptsächlich in den Gattungen Installation, Fotografie, Video und Malerei. Er arbeitete als Künstler und als Kurator. Intermedialität ist Antrieb dieser Kunst und gleichsam Grundlage für die Werke von Stefan Banz. Ab den 1990er-Jahren hat er sich sowohl in Fotografie, Installation, Video wie auch in der Malerei einen Namen gemacht.
Mit seiner fotografischen Arbeit etablierte er das Thema «Familie» in der Gegenwartskunst. Das Anliegen dieser Arbeit ist nicht das authentische Bild, sondern vielmehr das Prinzip der Referenzialität. Jedes Bild ist in ein ikonografisches Programm eingebunden, das Banz im Bildreservoir der Medien und Hochkultur generiert. Bei der konzeptuellen Malerei wagte er durch das Nachmalen von Vorbildern das direkte Zitat. Seine Bildserien – etwa die Baby Bacons – sind als «Coverversionen» über bekannte Vorlagen zu sehen. Er verstiess damit bewusst gegen die Konvention der Neuschöpfung, wie sie in der Kunst nach wie vor gefordert wird. Mit seinen Installationen schliesslich befragte er die Grenzen der Kunstinstitutionen. Wobei die Abgeschlossenheit des White Cube durch das Einbringen von Elementen der Natur aufbricht. Das Werk wächst und produziert sich selber, wie in der Installation «Gulliver», 2000, Migros Museum für Gegenwartskunst Zürich, und «Study For A Painting Of A Lonely Heart», 2004, Württembergischer Kunstverein Stuttgart, oder das Werk ist fragil und generiert durch Spiegelung und Brechung die Bilder, wie bei «Dive», 1996, OK – Centrum für Gegenwartskunst Linz. So forderte er mit beinahe allen seinen Arbeiten die Kunst und deren Institutionen heraus und hinterfragte sie gleichzeitig, wie seine grosse Einzelausstellung «Laugh. I nearly died» im Kunsthaus Pasquart in Biel, 2006, wo er zum Beispiel einen Anhänger, vollständig gefüllt mit seinen Werken, in der Mitte durchsägte. Seine Arbeiten entstanden nach 2004 in Kollaboration mit der Künstlerin Caroline Bachmann.

## Öffentliche Sammlungen
- Migros Museum für Gegenwartskunst
- Kunsthaus Zürich
- Kunstmuseum Luzern
- Kunsthaus Pasquart, Biel
- Kunstmuseum Liechtenstein
- n. b. k. Video-Forum, Neuer Berliner Kunstverein, Berlin

## Publikationen
- 1991 Serendipity. Helmhaus, Zürich, ISBN 3-906396-08-8.
- 1993 Kunsthalle Lucerne. Luzern, ISBN 3-906655-13-X.
- 1995 Give me a Leonard Cohen Afterworld. Cantz Verlag, Ostfildern/Stuttgart.
- 1996 Dive. Give the people what they want. Offenes Kulturhaus, Linz.
- 1996 Platz der Luftbrücke, Ein Gespräch mit Friedrich Kittler. Hrsg. von Iwan Wirth, Oktagon Köln, ISBN 3-89611-021-7.
- 1997 Stefan Banz & Iwan Wirth (Hrsg.): Francis Picabia, Fleurs de chair, fleurs dâme. Köln, ISBN 3-89611-031-4.
- 1999 i built this garden for us. Edition Patrick Frey, Zürich, ISBN 3-905509-23-7.
- 1999 a shot away some flowers. Edition Patrick Frey, Zürich, ISBN 3-905509-28-8.
- 2000 Echoes, Exhibitions, Projects, 1992–2000. Odermatt Edition, Dallenwil.
- 2001 Hell. Roman, Salon Verlag, Köln (Deutsche und Englische Version),  ISBN 3-89770-117-0 / ISBN 3-89770-118-9.
- 2001 Komplexes System Kunst. Hrsg. von Hermann Korte, Lit Verlag, Münster-Hamburg-London, ISBN 3-8258-5254-7.
- 2002 The Muhammad Ali’s. Verlag für moderne Kunst, Nürnberg, ISBN 3-933096-80-4.
- 2003 Un coeur simple. Edition Fink, Zürich, ISBN 3-906086-52-6.
- 2004 Tokyo Bites. Triton Verlag, Wien, ISBN 3-85486-192-3.
- 2005 SMS, Timezone 8, Hong Kong, ISBN 988-98086-2-5.
- 2005 Stefan Banz (Hrsg.): Shadows Collide With People. Biennale Venedig, Schweizer Pavillon, Edition Fink, Zürich, ISBN 3-906086-79-8.
- 2006 Laugh. I nearly died. Installations 1992–2006. Verlag für moderne Kunst, Nürnberg, ISBN 3-938821-29-9.
- 2006 Bachmann/Banz: Ting Bu Dong, Paintings and Installations. Galerie Urs Meile, Beijing-Luzern, ISBN 3-9523222-2-9, ISBN 978-3-9523222-2-2.
- 2007 Bachmann/Banz: Helter Skelter – Painting With The Beatles. Galerie Urs Meile, Beijing-Luzern.
- 2009 Caroline Bachmann / Stefan Banz: What Duchamp Abandoned for the Waterfall. Verlag Scheidegger & Spiess, Zürich, ISBN 978-3-85881-261-2.
- 2010 Stefan Banz (ed.): Marcel Duchamp and the Forestay Waterfall. JRP|Ringier, Zurich, ISBN 978-3-03764-156-9.
- 2011 Caroline Bachmann/Stefan Banz: Tenderness and Temperature. KMD – Kunsthalle Marcel Duchamp, Cully, Schweiz / Verlag für moderne Kunst Nürnberg, englisch, ISBN 978-3-86984-241-7.
- 2011 Jean-Christophe Ammann: Das Wespennest ist eine Kathedrale. Ein Gespräch mit Stefan Banz. VKMD – Kunsthalle Marcel Duchamp, Cully, Schweiz / Verlag für moderne Kunst Nürnberg, ISBN 978-3-86984-240-0.
- 2011 Friedrich Kittler: Platz der Luftbrücke. Ein Gespräch mit Stefan Banz. (Überarbeitete und erweiterte Neuveröffentlichung), Kunsthalle Marcel Duchamp, Cully, Schweiz / Verlag für moderne Kunst, Nürnberg, ISBN 978-3-86984-294-3.
- 2012 Stefan Banz, Marcel Duchamp: 1° La chute d’eau. KMD – Kunsthalle Marcel Duchamp, Cully, Schweiz / Verlag für moderne Kunst Nürnberg, deutsch/englisch/französisch, ISBN 978-3-86984-328-5.
- 2012 Stefan Banz, Aldo Walker: Logotyp. Mit Marcel Duchamp und William Copley im Hinterkopf. KMD – Kunsthalle Marcel Duchamp, Cully, Schweiz / Verlag für moderne Kunst Nürnberg, deutsch, ISBN 978-3-86984-356-8.
- 2013 Caroline Bachmann, Stefan Banz, Ralf Beil (eds.): La Broyeuse de chocolat: Kunsthalle Marcel Duchamp at Mathildenhöhe Darmstadt, KMD – Kunsthalle Marcel Duchamp, Cully, Schweiz / Verlag für moderne Kunst Nürnberg, deutsch/englisch, ISBN 978-3-86984-416-9.
- 2013 Stefan Banz, Marcel Duchamp: Pharmacie. KMD – Kunsthalle Marcel Duchamp, Cully, Schweiz / Verlag für moderne Kunst Nürnberg, deutsch/englisch, ISBN 978-3-86984-465-7.
- 2014 Caroline Bachmann/Stefan Banz: Das Schweigen der Junggesellen. Museum Schloss Moyland, Bedburg-Hau, Germany / Verlag für moderne Kunst Nürnberg, ISBN 978-3-86984-061-1.
- 2014 Stefan Banz, Jeff Wall: Mit dem Auge des Geistes. KMD – Kunsthalle Marcel Duchamp, Cully, Schweiz / Verlag für moderne Kunst Nuremberg, ISBN 978-3-86984-078-9.
- 2015 Stefan Banz: Louis Michel Eilshemius: Peer of Poet-Painters. KMD – Kunsthalle Marcel Duchamp | The Forestay Museum of Art, Cully, Schweiz / JRP|Ringier Kunstverlag, Zürich, englisch, ISBN 978-3-03764-435-5.
- 2016 Stefan Banz: Louis Michel Eilshemius und sein Einfluss auf Marcel Duchamp. KMD – Kunsthalle Marcel Duchamp | The Forestay Museum of Art / Verlag für Moderne Kunst, Wien. ISBN 978-3-903131-12-5.

## Fussnoten
1. 1 2  Tagblatt.ch vom 20. Mai 2021: Nachruf. Stefan Banz ist tot: Die Kunst des Luzerners roch nach dem Benzin des Lebens von Daniele Muscionico, abgerufen am 20. Mai 2021

| Personendaten    | Personendaten                  |
| ---------------- | ------------------------------ |
| NAME             | Banz, Stefan                   |
| KURZBESCHREIBUNG | Schweizer Künstler und Kurator |
| GEBURTSDATUM     | 11. September 1961             |
| GEBURTSORT       | Sursee                         |
| STERBEDATUM      | 16. Mai 2021                   |
| STERBEORT        | Cully VD                       |